# Ritzgerode
Ritzgerode è una frazione della città tedesca di Mansfeld, nella Sassonia-Anhalt.
Fino al marzo 2009 ha costituito un comune autonomo.
La prima menzione su un documento ufficiale risale al 1046. Uno degli edifici più antichi della località è un antico mulino ad acqua ancora funzionante.